# Ekologická služba
Ekologická služba (zkráceně ES) je smluvní služba plošné či liniové stavby, zřízená investorem nebo zhotovitelem stavby (může být za určitých okolností doporučena či nařízena oprávněným a územně příslušným orgánem státní správy), a to účelově pro konkrétní stavbu anebo její vymezitelnou část.
Mezi hlavní povinností ekologické služby patří dozorovat výkopové práce, chránit a zajišťovat bezpečné migrace živočichů, monitorovat, dokumentovat jejich výskyty, a prostřednictvím ekodozoru ovlivňovat průběh stavby při praktické ochraně zvláště chráněných druhů a jiných významných volně žijících organizmů či jejich migracích, před nadměrnou újmou či nechtěným usmrcováním, ve smyslu zákona 114/92 Sb. v platném znění, a vyhlášky 395/92 Sb. v platném znění (Rozsah činnosti ekologické služby vyplývá z dokladů stavby, rozsahu výjimky z druhové ochrany, zákonem stanovených zásad a ze smluvního vztahu).
Ekologická služba zajišťuje výkon ochrany přírody na stavbě ve vztahu ke zvláště chráněným druhům a významným volně žijícím organizmům. Ekologická služba je organizačně řízena ekodozorem (viz výklad pojmu), pokud byl ekodozor pro danou stavbu určen.
Ekologickou službu může vykonávat buď oprávněná osoba ve smyslu zákona 114/92 Sb., mající doložitelně příslušné oprávnění k manipulaci s obratlovci (dle veterinárního zákona na ochranu zvířat proti týrání 246/1992 Sb. a souvisejících předpisů v platném znění), a doložitelně nejméně tříletou praxi v oboru ekologického dozorování staveb, anebo musí mít doložitelně nejméně pětiletou praxi v oboru ekologického dozorování staveb a rovněž doložitelně příslušné oprávnění k manipulaci s obratlovci (dle veterinárního zákona na ochranu zvířat proti týrání 246/1992 Sb. a souvisejících předpisů v platném znění). Obojí je rovnocenné, neboť praxe je zde nejdůležitějším faktorem.
Ekologická služba nesmí být v žádném organizačním spojení s investorem, ani zhotovitelem stavby, musí být tedy nezávislým orgánem.
Náklady na ekologickou službu hradí buď investor, nebo zhotovitel, případně se o náklady mohou dělit.